# Bad Blood (canção de Bastille)
"Bad Blood" é uma canção da banda britânica Bastille, incluída no álbum de estúdio Bad Blood. Foi gravada originalmente em 2012, e lançada para download digital no dia 19 de agosto do mesmo ano.

## Trilha sonora
Download digital
1. "Bad Blood" – 3:32
2. "Haunt" (Demo) – 2:53
3. "Bad Blood" (F*U*G*Z Remix) (com F.Stokes e Kenzie May) – 3:41
4. "Bad Blood" (Mele Remix) – 4:21
5. "Bad Blood" (Lunice Remix) – 3:53
6. "Bad Blood" (vídeo musical) – 3:47

## Paradas

### Paradas semanais
| Parada (2013)                                           | Pico de posição |
| ------------------------------------------------------- | --------------- |
| Bélgica (Ultratip Bubbling Under de Flandres)           | 20              |
| Canadá (Billboard Rock)                                 | 14              |
| UK Singles (Official Charts Company)                    | 90              |
| Estados Unidos (Billboard Hot 100)                      | 95              |
| Estados Unidos (Billboard Hot Rock & Alternative Songs) | 15              |
| Estados Unidos (Billboard Rock Airplay)                 | 4               |
| Estados Unidos (Billboard Adult Alternative Songs)      | 11              |
| Estados Unidos (Billboard Alternative Airplay)          | 2               |
| Estados Unidos (Billboard Dance Club Songs)             | 4               |

### Paradas anuais
| Parada (2014)                          | Posição |
| -------------------------------------- | ------- |
| US Hot Rock Songs (Billboard)          | 28      |
| US Rock Airplay (Billboard)            | 8       |
| US Adult Alternative Songs (Billboard) | 38      |
| US Alternative Songs (Billboard)       | 6       |